# Svetovno prvenstvo športnih dirkalnikov sezona 1979
Svetovno prvenstvo športnih dirkalnikov sezona 1979 je bila sedemindvajseta sezona Svetovnega prvenstva športnih dirkalnikov, ki je potekalo med 3. februarjem in 16. septembrom 1979. Naslov konstruktorskega prvaka je osvojil Porsche.

## Spored dirk
| Št | Ime                   | Dirkališče                     | Datum                 |
| -- | --------------------- | ------------------------------ | --------------------- |
| 1  | 24 ur Daytone         | Daytona International Speedway | 3. februar 4. februar |
| 2  | 6 ur Mugella          | Mugello Circuit                | 18. marec             |
| 3  | 6 ur Dijona           | Dijon-Prenois                  | 22. april             |
| 4  | 6 ur Silverstona      | Silverstone Circuit            | 6. maj                |
| 5  | 1000 km Nürburgringa  | Nürburgring                    | 3. junij              |
| 6  | Coppa Florio          | Autodromo di Pergusa           | 24. junij             |
| 7  | 6 ur Watkins Glena    | Watkins Glen International     | 8. julij              |
| 8  | 6 ur Rivet Supplyja   | Brands Hatch                   | 5. avgust             |
| 9  | Trofeo Ignazio Giunti | Vallelunga                     | 16. september         |

## Rezultati

### Po dirkah
| Št | Dirkališče    | Zmag. moštvo                                  | Poročilo |
| Št | Dirkališče    | Zmag. dirkača (-i)                            | Poročilo |
| -- | ------------- | --------------------------------------------- | -------- |
| 1  | Daytona       | #0 Interscope Racing                          | Poročilo |
| 1  | Daytona       | Ted Field Danny Ongais Hurley Haywood         | Poročilo |
| 2  | Mugello       | #12 Gelo Racing Team                          | Poročilo |
| 2  | Mugello       | John Fitzpatrick Manfred Schurti Bob Wollek   | Poročilo |
| 3  | Dijon-Prenois | #31 Joest Racing                              | Poročilo |
| 3  | Dijon-Prenois | Reinhold Jöest Volkert Merl Mario Ketterer    | Poročilo |
| 4  | Silverstone   | #3 Gelo Racing Team                           | Poročilo |
| 4  | Silverstone   | John Fitzpatrick Hans Heyer Bob Wollek        | Poročilo |
| 5  | Nürburgring   | #6 Gelo Racing Team                           | Poročilo |
| 5  | Nürburgring   | John Fitzpatrick Manfred Schurti Bob Wollek   | Poročilo |
| 6  | Pergusa       | #33 Lella Lombardi                            | Poročilo |
| 6  | Pergusa       | Lella Lombardi Enrico Grimaldi                | Poročilo |
| 7  | Watkins Glen  | #94 Whittington Brothers                      | Poročilo |
| 7  | Watkins Glen  | Don Whittington Klaus Ludwig Bill Whittington | Poročilo |
| 8  | Brands Hatch  | #1 Joest Racing                               | Poročilo |
| 8  | Brands Hatch  | Reinhold Jöest Volkert Merl                   | Poročilo |
| 9  | Vallelunga    | #7 Enzo Ossella                               | Poročilo |
| 9  | Vallelunga    | Giorgio Francia Lella Lombardi                | Poročilo |

### Konstruktorsko prvenstvo
Točkovanje po sistemu 20-15-12-10-8-6-4-3-2-1, točke dobi le najbolje uvrščeni dirkalnik posameznega konstruktorja.

#### Razred nad 2000 cm³
| Poz | Šasija    | Motor                         | 1. | 2. | 3. | 4. | 5. | 6. | 7. | 8.   | 9.   | Skupaj |
| --- | --------- | ----------------------------- | -- | -- | -- | -- | -- | -- | -- | ---- | ---- | ------ |
| 1   | Porsche   | Porsche 935 & 911 Carrera RSR | 20 | 20 | 20 | 20 | 20 | 20 | 20 | (20) | (20) | 140    |
| 2   | Ferrari   | Ferrari Daytona & 308GTB      | 15 |    |    |    |    | 15 |    |      |      | 30     |
| 3   | de Tomaso | de Tomaso Pantera             |    | 6  |    |    |    |    |    |      |      | 6      |
| 4   | Triumph   | Triumph TR8                   |    |    |    |    |    |    | 4  |      |      | 4      |
| 5   | BMW       | BMW 3.5 CSL                   |    |    |    |    |    |    | 1  |      |      | 1      |

#### Razred pod 2000 cm³
| Poz | Šasija     | Motor                   | 1. | 2. | 3. | 4. | 5. | 6. | 7. | 8. | 9. | Skupaj |
| --- | ---------- | ----------------------- | -- | -- | -- | -- | -- | -- | -- | -- | -- | ------ |
| 1   | Lancia     | Lancia Beta Monte Carlo |    |    |    |    | 10 | 20 |    | 20 |    | 50     |
| 2   | BMW        | BMW 320i                |    |    |    |    | 20 |    |    |    |    | 20     |
| 3   | Ford       | Ford Escort             |    |    |    |    | 15 | 15 |    |    |    | 30     |
| 4   | Fiat       | Fiat X1/9               |    |    |    |    |    |    |    |    | 20 | 20     |
| 5   | Volkswagen | Volkswagen Golf GTi     |    |    |    |    | 6  |    |    |    |    | 6      |
| 6   | Audi       | Audi 80                 |    |    |    |    | 2  |    |    |    |    | 2      |